# ك. بي إس. مينون
ك. بي إس. مينون (بالهندية: कुमार पद्म शिव शंकर मेनन؛ بالإنجليزية: K. P. S. Menon) هو دبلوماسي هندي، ولد في 18 أكتوبر 1898 في كوتايام في الهند، وتوفي في 22 نوفمبر 1982.

## وصلات خارجية
- ك. بي إس. مينون على موقع مونزينجر (الألمانية)